# Lijst van beschermd erfgoed in de gemeente Bissen
In deze lijst van beschermd erfgoed in de gemeente Bissen zijn alle geclassificeerde nationale monumenten van de Luxemburgse gemeente Bissen opgenomen.

## Monumenten per plaats

### Bissen
| Object                                              | Bouwjaar/architect | Locatie | Datum beschermd?       | Coördinaten | Afbeelding |
| --------------------------------------------------- | ------------------ | ------- | ---------------------- | ----------- | ---------- |
| Kerk van Bissen: orgel                              |                    | Bissen  | 7 december 2001 (MN)   |             |            |
| Kerk van Bissen: vier muurschilderingen in het koor |                    | Bissen  | 11 september 1987 (IS) |             |            |
| Voormalig Station Bissen                            |                    | Bissen  | 2 december 2011 (MN)   |             |            |

## Bron
- Liste des immeubles et objets classés monuments nationaux ou inscrits à l'inventaire supplémentaire